# Deep Duck Trouble starring Donald Duck
 (décembre 2018).
Si vous disposez d'ouvrages ou d'articles de référence ou si vous connaissez des sites web de qualité traitant du thème abordé ici, merci de compléter l'article en donnant les références utiles à sa vérifiabilité et en les liant à la section « Notes et références ».
Deep Duck Trouble starring Donald Duck est un jeu vidéo de plates-formes sorti en 1993 sur Master System et Game Gear. Le jeu a été développé par Aspect et édité par Sega.

## Système de jeu
Ce jeu est la suite de Lucky Dime Caper (1991) sorti sur les mêmes plateformes.  C'est un jeu de plateforme dérivé de Castle of Illusion Starring Mickey Mouse, et partage un système de jeu similaire.

## Histoire
L'histoire est que Donald doit sauver l'Oncle Picsou d'une malédiction qui risque de le transformer en un ballon.
Dans la tradition des jeux vidéo Disney's DuckTales, issue de la série La Bande à Picsou, le joueur a la possibilité de choisir sur une carte par où commencer sa quête.

## Contrôles
Les principales attaques de Donald sont :
- un coup de béret qui lui permet de casser des blocs qui contiennent des diamants ou des cornets de glace
- la consommation des piments qui lui permet temporairement de courir à travers tous les ennemis